# Gynoplistia hyalinata
Gynoplistia hyalinata là một loài ruồi trong họ Limoniidae. Chúng phân bố ở miền Australasia.